# Bernardo Ajzenberg
Bernardo Ajzenberg (* 21. Januar 1959 in São Paulo) ist ein brasilianischer Schriftsteller, Übersetzer und Journalist.

## Leben
Seit 1976 schreibt Ajzenberg als Journalist für verschiedene Zeitschriften. 1983 schloss er ein Studium des Journalismus an der Faculdade de Comunicação der Fundação Cásper Líbero ab und lebte 1985 in Paris. Zu den Zeitschriften und Zeitungen, in denen er von 1977 bis 2004 veröffentlichte, gehören die Veja, Última Hora, Gazeta Mercantil und vor allem die Folha de S. Paulo. Von 2004 bis 2008 war er Geschäftsführer der Kulturstiftung Instituto Moreira Salles, derzeit ist er in der Verlagsleitung von Cosac Naify tätig.
Sein Romandebüt legte er 1989 mit Carreiras cortadas vor, dem bisher fünf weitere Romane folgten sowie ein Sammelband mit Erzählungen.
Bernardo Ajzenberg gehörte zur brasilianischen Schriftstellerdelegation anlässlich der Frankfurter Buchmesse 2013.
In das Deutsche ist bisher keines seiner Werke übersetzt.

## Auszeichnungen
2003 erhielt Ajzenberg den Erzählerpreis der Academia Brasileira de Letras (Prêmio ABL de Ficção, romance, teatro e conto) für seinen Roman A gaiola de Faraday (Der Faradaysche Käfig). Mit dem Roman Homens com mulheres wurde er 2005 Finalist des Prêmio Jabuti, den er jedoch erst 2010 in der Sparte „Beste spanisch-portugiesische Übersetzung“ für seine Übersetzung von Martínez’ Purgatório erhielt.

## Werke
- 1989: Carreiras Cortadas. Romance. Alves, Rio de Janeiro 1989. (Roman).
- 1993: Efeito suspensório. Imago, Rio de Janeiro 1993, ISBN 85-312-0290-6. (Roman).
- 1994: Goldstein & Camargo. Imago, Rio de Janeiro 1994, ISBN 85-312-0385-6. (Roman).
- 1998: Variações Goldman. Editora Rocco, Rio de Janeiro 1998, ISBN 85-325-0903-7. (Roman).
- 2002: A gaiola de Faraday. Editora Rocco, Rio de Janeiro 2002, ISBN 85-325-1349-2. (Roman).
- 2005: Homens com mulheres. Contos. Editora Rocco, Rio de Janeiro 2005, ISBN 85-325-1872-9. (Erzählungen).
- 2009: Olhos secos. Editora Rocco, Rio de Janeiro 2009, ISBN 978-85-325-2454-6. (Roman).
- 2011: Duas novelas. Editora Rocco, Rio de Janeiro 2011, ISBN 978-85-325-2668-7. (Enthält die beiden Frühwerke Goldstein & Camargo und Efeito suspensório).

## Übersetzungen
Ajzenberg übersetzte zahlreiche Werke aus dem Französischen, Spanischen und Englischen, darunter:
- Sergio Pitol: Vida conjugal. Tradução Bernardo Ajzenberg. Companhia das Letras, São Paulo 2009, ISBN 978-85-359-1427-6. (Mexikanischer Originaltitel: La vida conyugal).
- Tomás Eloy Martínez: Purgatório. Companhia das Letras, São Paulo 2009, ISBN 978-85-359-1478-8. (Argentinischer Originaltitel: Purgatorio).
- Roberto Bolaño: Estrela distante. Companhia das Letras, São Paulo 2009, ISBN 978-85-359-1562-4. (Spanischer Originaltitel: Estrella distante).
- Pablo Vierci: A sociedade da neve. Oz dezesseis sobreviventes da tragédia dos Andes contam toda a história pela primeira vez. Companhia das Letras, São Paulo 2010, ISBN 978-85-359-1668-3.
- John Reed: Dez dias que abalaram o mundo. Companhia das Letras, Penguin-Companhia, São Paulo 2010, ISBN 978-85-63560-08-7. (Englischer Originaltitel: Ten days that shook the world).
- Amartya Sen, Bernardo Kliksberg: As pessoas em primeiro lugar. A ética do desenvolvimento e os problemas do mundo globalizado. Companhia das Letras, São Paulo 2010, ISBN 978-85-359-1664-5. (Spanischer Originaltitel: Primero la gente).